# Margie Simon Fine
Margie Sue Simon Fine es ingeniera ambiental, pionera de la educación ambiental en México como promotora de la agricultura urbana y el desarrollo comunitario en escuelas públicas de educación básica y comunidades en México. Miembro fundador y directora general del Centro de Información y Comunicación Ambiental de Norte América (CICEANA) y miembro de la Asociación Norteamericana de Educación Ambiental (NAAEE por sus siglas en inglés)

## Estudios
Es egresada de la Universidad de Stanford, cursó la Licenciatura en Ciencias de la Tierra, una Maestría en Ciencias en Ingeniería Ambiental y una Maestría en Planeación y Manejo de Infraestructura.

## Trayectoria
Entre 1980 hasta 1992 trabajó como asesora de la Secretaría de Programación y Presupuesto (en el Departamento de Planeación Regional), consultora de la Secretaría de Asentamiento Humanos y Obras Públicas (en la Dirección de Ecología Urbano), investigadora del departamento de Medio Ambiente y Desarrollo del Colegio de México, consultora de Booz, Allen & Hamilton y analista del Instituto de Investigación Económico y Social Lucas Alamán.
A partir del año 1995, se incorporó al Centro de Información y Comunicación Ambiental de Norte América, A.C. (CICEANA), primero como miembro del consejo asesor, y después en 1996 como parte del staff.  De 1996 a 2001 fungió como directora del Espacio Ambiental “El Semillero” y de la Dirección de Proyectos Aplicados.  Desde 2001 y a la fecha, ocupa el cargo de directora general de esta institución.

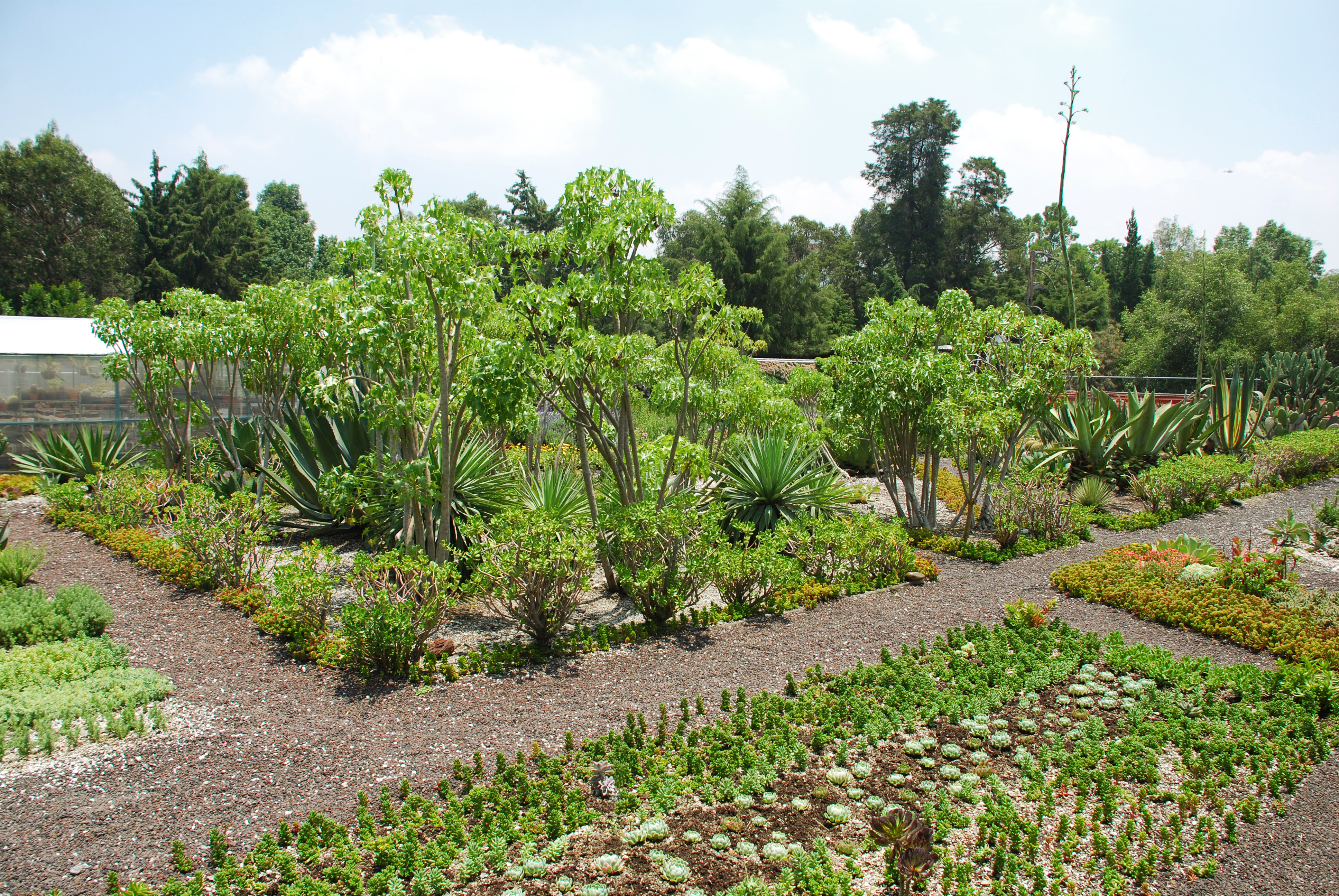
Jardín Botánico de CICEANA. Azotea naturada en los Viveros de Coyoacán.

En 1997, en colaboración con la Secretaría de Medio Ambiente y Recursos Naturales impulsa el Centro de Cultura Ambiental de los Viveros de Coyoacán en donde instauró un programa de visitas escolares que conjunta el aprendizaje y el contacto con la naturaleza.

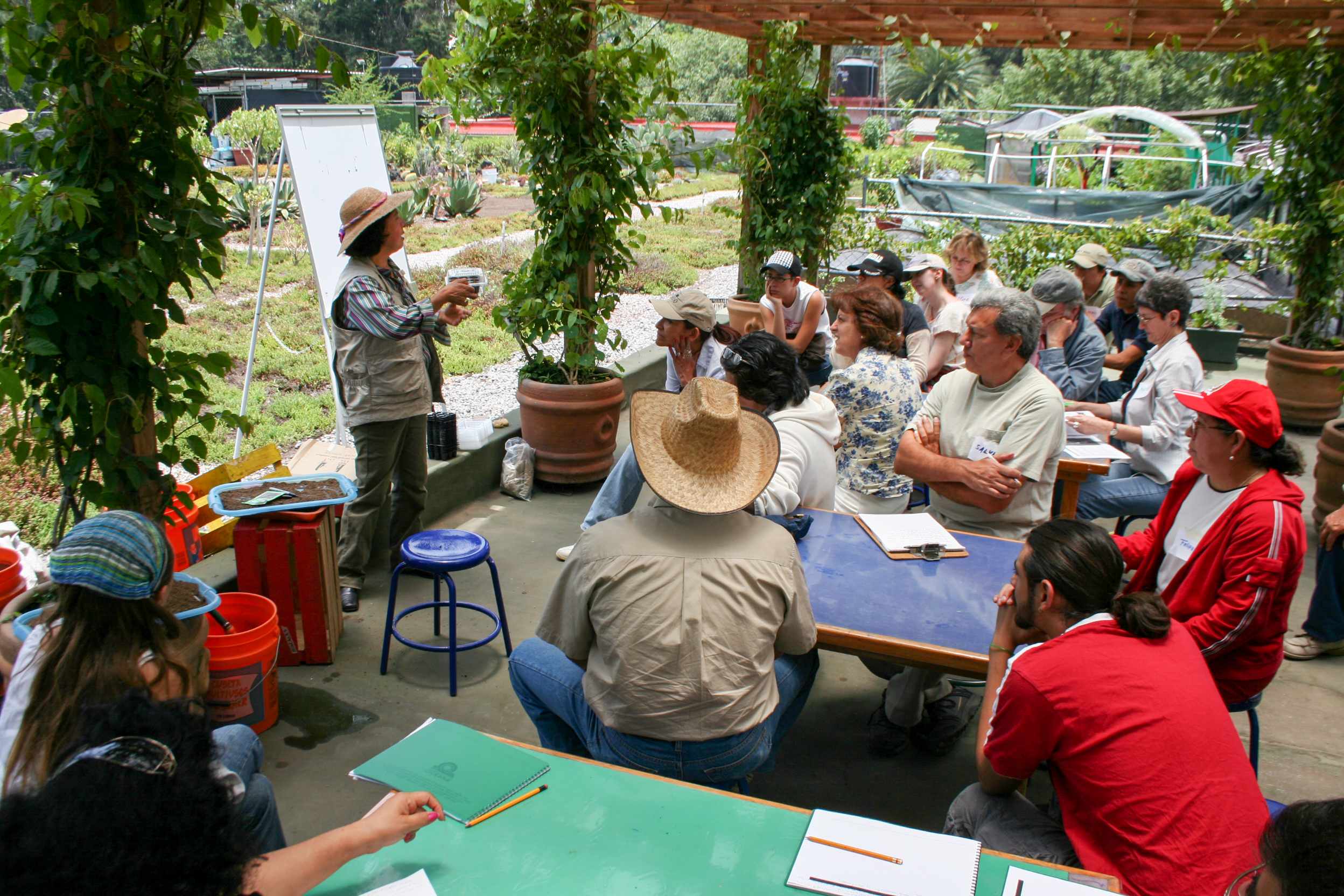
Azotea naturada y Jardín Botánico de CICEANA

Promueve en 1999 el desarrollo de una de las cinco primeras azoteas naturadas en México, como una alternativa a la recuperación de espacios verdes en la ciudad y como un centro de experimentación y difusión de técnicas de agricultura urbana. 
A partir de 2004 promueve la generación de huertos escolares en escuelas públicas del Centro Histórico de la Ciudad de México con el apoyo de la Fundación Alfredo Harp Helú. A la fecha 50 planteles educativos han participado en este programa educativo y se ha extendido a instituciones de salud psiquiátrica como terapia ocupacional.
En colaboración con diversas fundaciones promueve  programas de producción de hortalizas orgánicas, captación de agua de lluvia, producción de cactáceas y de hongos en regiones prioritarias de Oaxaca, Estado de México, Morelos y Ciudad de México.

## Reconocimientos
Durante la gestión de Margie Simon Fine como directora general de CICEANA, la institución ha sido merecedora de varias distinciones, tales como:
1. Premio al Mérito Ecológico, en la categoría de Comunicación Ambiental (2012) por parte de la SEMARNAT.[4]
2. Mención Honorífica del Premio al Mérito Ecológico, en la categoría de Educación Ambiental No Formal (2011).[5]
3. Acreditación de la SEMARNAT como Centro de Educación y Cultura Ambiental con certificado de Calidad para los periodos 2011-2013 y 2015-2019.
4. Premio de “Programa de Excelencia” al Jardín Botánico de CICEANA por la American Public Gardens Association (2016).
5. Mención honorífica en la XXII Edición del Premio de Ecología y Medio Ambiente “Miguel Alemán Valdés”, otorgado por la Fundación Miguel Alemán Valdés (2017).[6]